# Kibaku (Sprache)
Kibaku (auch Cibak, Chibuk, Chibok, Chibbak, Chibbuk, Kyibaku, Kibbaku, Kikuk) ist eine afroasiatische Sprache, die von etwa 200.000 Menschen in Nigeria gesprochen wird.
Kibaku wird in den Local Government Areas Askira/Uba, Chibok und Damboa im Süden des nigerianischen Bundesstaates Borno gesprochen. Die Mehrheit der Sprecher sind Christen (ca. 92 %); die meisten der bei der Entführung von Chibok durch Boko Haram 2014 entführten Schülerinnen waren Kibaku -Sprecherinnen und Christen.